# 圣帕拉斯凯维
圣帕拉斯凯维（羅馬化：Agía Paraskeví），是希腊阿提卡大區北雅典专区的一个市镇，位于雅典都会区的东北部，距离雅典市中心9公里。市镇面积为7.935平方公里，人口数量为62,717人（2021年）。
圣帕拉斯凯维得名于古罗马的圣徒帕拉斯凯维。1950年代前，该地居民稀少，大多从事农业。由于1960年代，国家经济迅速发展，大量人口涌入雅典市，郊区随之繁荣，因而该地也成为有众多人口的居民点。